# حمام طنوس قعوار (الناصرة)

## الحمام التركي - حمام طنوس قعوار 1853-1917
عندما نفتح صفحات التاريخ، تعود إلى ذاكرتنا بعض الذكريات لتنقلنا عبر قناة الزمن، لنطالع إبداعات فترة بعيدة عفا عليها الزمن، لتقول لنا: هنا كان بناة الغد وهنا كانت نظرات الإشراق تنبعث من عيون الرجال ليسجلوا تاريخ الناصرة تلك البلدة العريقة التي تحولت حكايتها إلى ألق وسنًى عبر العصور والأزمان، لاختلافها عن غيرها من المدن القديمة بطريقة عمرانها الفريدة والمتلاحمة خصوصا الناصرة القديمة حيث البيوت العريقة والمشهورة بخصوصيتها وبجمال مبانيها وبفخامة هندستها وهندسة ورسم سقوفها وجدرانها بالرسوم الزيتية والزخارف الخشبية الجميلة.
كان الحمام التركي من أميز وأضخم مبانيها ومعالمها في تلك الفترة غير البعيدة من الزمن، وكان هذا العمل
يعتبر حمام طنوس قعوار التركي الكبير أحد أكبر وأضخم الأعمال والخدمات العامة التي أنشئت في مدينة الناصرة القديمة. أنشأ هذا الحمام العام السيد «طنوس قعوار» أول رئيس لبلدية الناصرة قبل جلوسه على سدة رئاسة البلدية في عام 1875 حتى عام 1886 وكان يصرف على الحمام وعلى جميع الوظائف فيه كما يصرف للموظفين أيضاً على المأكل والمشرب والملبس وخصوصاً في الأعياد والمناسبات.

## البناء
بني الحمام عام 1853 واستمر في العمل حتى عام 1917.
تربع هذا البناء خلف عين العذراء شامخاً بقبابه المستطيلة الشكل والمعشقة بالزجاج الأخضر، وبجدرانه السميكة العالية التي تختزن حكايات الزمن الغابر مصورة عظمة مسار التاريخ القديم المطل عليه من كنيسة البشارة التي شهدت على عظمة هذا البناء ونشاطه.
استوحي هذا النمط من البناء، من الطراز البيزنطي والتركي معاً، فالشبه واحد بينه وبين الحمامات التركية في جميع أنحاء الشرق، فالأتراك نجحوا في ترك بصماتهم وفي تواجدهم العمراني في هذه المناطق لكي يعبروا عن تميزهم بهذا الفن المعماري الأصيل والجميل معاً.
بني الحمام على شكل مستطيل متميز بشكله وبنسيجه العمراني وبطريقة هندسته الحكيمة التي تجعل الضوء يدخل من زجاجه الأخضر المنثور على قبابه لكي تتوزع الإنارة في جميع أركان الحمام الذي بني بنظام العقود وكان بناؤه تطويرا للمرافق العامة في الناصرة وإسهاما في إنعاش الحياة الأرستقراطية فيها وفي كل المنطقة.
توسط هذا الحمام مدينة الناصرة بحيث أحاطت به بعد مدة من الزمن البنايات المرتفعة التي كانت عائلات الناصرة النبيلة تبنيها حوله، والتي لا يزال بعضها قائماً حتى يومنا هذا، وكان في فناء الحمام ساحة كبيرة بيضاء اللون، ترابية تتوسطها عين العذراء. بعد ذلك وُضعت لهذا البناء السواقي لتصريف المياه، وبُلطت باحاته وساحاته بأجمل البلاط الرخامي الكبير الذي أُحضر خصيصاً من إيطاليا مع مجموعة من المرايا الكريستالية الكبيرة والجناطيس وطاسات المياه وبعض قطع الأثاث الفاخر التي كان يحتاج إليها الحمام في ذلك الوقت.
مساحة الحمام كبيرة جداً فلقد كان يمتد من ساحة كنيسة البشارة للروم الأرثوذكس حتى الشارع الرئيسي للناصرة، ملتصقاً بالخان الذي بناه طنوس قعوار أيضاً والذي هو اليوم مطعم «فونتانا دي ماريا». يفصل بينهما سباط يؤدي من الجهة اليسرى إلى مدخل الإسطبل وإلى باب السيح (البئر) الذي كان يزود الحمام بالماء بواسطة مضخات ضخمة، هذا الماء كان ينقل إلى داخل الحمام حيث يوجد مكان لإيقاد النار، عليه بعض الحلل الكبيرة جدا لتزويد الحمام بالماء الساخن، وكان الحمام يقسّم إلى صالات عديدة منها الكبيرة ومنها الصغيرة وكان فيه مكانان للاستحمام.
فرشت إحدى هذه الصالات بالفرش العربي الأصيل وكان يؤمها السياح من كل حدب وصوب ليروا هذا المكان الذي أصبح مَعلماً سياحياً وثقافياً واجتماعياً وصحياً لسكان مدينة الناصرة ولضواحيها.
كان الحمام يعج بالرجال الذين يجلسون به الساعات الطوال لسماع الحكايا ولأكل الفاكهة والبذورات ولشرب الشاي والقهوة والقرفة والسحلب، ولف الدخان العربي وتدخين النراجيل الفضية والزجاجية التي تسبح داخل مياهها الأشكال الشمعية الصغيرة الملونة، وكانت تتواجد في هذه الصالة كوانين النحاس الأصفر اللماع وعليها دلال القهوة السادة المثيرة للشهية برائحتها الذيذة المنبعثة منها في جميع أنحاء المكان.
إحدى هذه الصالات تميزت بكونها منشأة صحية متكاملة بحيث يشعر فيها الإنسان بالنشاط والنظافة التي كان عمال الحمّام وموظفيه يؤمنونها ويحافظون عليها ويهتمون بها كثيراً. فلقد كانوا يعقمون المناشف بشكل خاص، لكي يسعدوا الزائر أو الزائرة. وكانت تقام في هذه الصالة أيضاً العلاجات بالمساجات وبالعلق وبالتشطيب بواسطة مختصين بالعلاج الطبيعي المتوارث عن الاجداد وخصوصاً من الحلاقين.
بقرب هذه الصالة كان مكان الاستحمام حيث كان يتواجد فيه الحممجية من الرجال، في اليوم المعدّ للرجال، وأما في اليوم المعدّ للنساء، فكانت تتواجد فيه البلاّنات، وهؤلاء الرجال والنساء كانوا يساعدون الزوار على الاستحمام.
أما أجمل قاعات الحمام، فكانت قاعة العروس حيث كانت النساء يقمن بالاستعداد لهذه المناسبة الفريدة، فتقوم بعضهن بصنع عجينة الحناء وتقوم الاخريات بتجميل القاعة بالأزهار وبالشرائط الملونة وبتزيين المقعد الوثير الذي ستصمد عليه العروس، كما تقوم إحداهن بترتيب الحلويات التي تعدها النسوة من أهل العروس لهذه المناسبة.
وكانت تزين الدواوين حول كرسي العروس بالطنافس وبالقُرن الصغيرة المطرزة بالخيوط الحريرية الجميلة.
وكانت تتوسط هذه القاعة زهرية كبيرة مملوءة بالأزهار البيتية والموسمية في تلك الفترة.
أما أرض القاعة فكانت تفرش بالسجاد العجمي الجميل وبعض الارائك المطرزة. وكانت العروس تلبس وتتجمل في الحمام بعد أن تتحنى بالحناء وتكحل عينيها وتلبس ثوبها النصراوي التقليدي المميز، بعد ذلك كانت الماشطة تشرف على زينة العروس ومظهرها الانيق. أما العرس فكانت تحييه سيدة تعزف على العود وتغني، وكانت السيدات تقوم بالرد عليها وبإطلاق الزغاريد الجميلة والمفرحة.
ويذكر أول عروس استحمت وتزينت في هذه القاعة كانت السيدة سليمة قعوار الابنة الكبرى لطنوس قعوار.
ولقد دعي إلى هذا العرس الاحتفالي جمع كبير من سيدات المجتمع الراقي والأجنبي في الناصرة. وكان هذا العرس جزءاً من احتفالات افتتاح الحمام الذي كان حدثاً هاماً في تاريخ الناصرة الهادئة والبعيدة عن الاحتفالات والأحداث المهمة عدا احتفالات الاعياد والاعراس، ولقد أحضرت المغنيات والراقصات لاحياء هذه المناسبة.
أما قاعة رئيس البلدية "طنوس قعوار فلقد كانت قاعة متواضعة، صغيرة المساحة، بسيطة الزخارف، فرشت بالدكك للزوار المحليين وببعض الكراسي الفاخرة التي احتفظ بها جدي كذكرى من والده، لكنها احترقت عندما احترق بيت العائلة القديم في عام 1988 كما احترق معها معظم الأشياء القديمة والثمينة التي كانت العائلة تحتفظ بها، وخصوصاً اللوحات الجميلة ذات الأطر الخشبية المزخرفة الدقيقة الصنع والتي كتب عليها بعض الأشعار التي تمدح صاحب المكان، وأيضاً بعض الحكم ولأمثال التي كانت معلقة على الجدار الشرقي للقاعة والذي كان معرضاً لهذه اللوحات. وأما على الجدار المقابل فلقد علقت بعض نماذج للوحات قماشية مطرزة بخيوط الحرير، كانت تستعمل كبقجة لملابس العروس، ولا زلت أحتفظ بواحدة منها كانت لجدتي.
كما علق على الحائط بعض الخناجر والطبنجات وبعض الأسلحة التقليدية القديمة والهدايا التذكارية التي علق بعضها على جوانب النوافذ التي فتحت بطريقة خاصة لإدخال بعض الهواء النقي إلى داخل الحمام دون السماح لدخول الأعين المتطفلة إلى الداخل.
وفي إحدى الجهات كان يقوم جناح العائلة، الذي لم يكن مزيناً بصورة كبيرة، لكنه كان جميلاً وانيقاً ومزخرفاً زخرفة جميلة. وكانت تتوسط هذه القاعة نافورة ماء صغيرة الحجم، دائرية البناء مبنية باحجار مزخرفة وجميلة واما جدران هذه القاعة فكانت مزدانة بالخشب المحفر الذي بقي بعضه في بيت جدي طنوس قعوار. كانت هذه القاعة مزينة بنباتات الزينة الجميلة وكانت ارضها مفروشة بالسجاد وببعض الطنافس الجميلة.
في هذا الركن كانت تجلس العائلة مع الاصدقاء، وفي ركن الزوار كان يجلس أحد الحكواتية لسرد حكاياته المشوقة التي كانت تشد الاصدقاء والزوار. اما الأطفال فكانوا يجدون المتعة في صندوق العجائب الذي كان يتواجد في ساحة الحمام الخارجية الذي كان يدار بيد صاحبه، كما كانوا يلعبون في جنائن الحمام المتواجدة على جانبيه والمملوءة بالأشجار المثمرة.
اما القاعات الأخرى فقد جهزت كغرف جلوس عادية مع دكك خشبية غطيت بالمخمل الأحمر وبالحرير المخطط. ولقد بني على جدران هذه القاعات القيشاني أو الخزف المزخرف الذي كان يثبت على الجدران من الداخل. وقد كتب على بعض هذه البلاطات كتابات وحكم وامثال وهذا كان من مميزات العصر العثماني. وكان يعرض في هذه القاعات بعض نماذج من النحاس الأصفر الضخم، المنقوش والمصقول بصورة جميلة وفريدة، كما كانت تعرض هناك أيضاً بعض التحف الأثرية والاشكال الزجاجية الصينية والاجران الرخامية المنقوشة وبعض الصور التي تمثل المجتمع النصراوي في تلك الفترة من الزمن.
لقد لعب هذا الحمام دوراً كبيراً في حياة عائلات الناصرة، لأنه كان أول حمام عمومي في البلدة التي كانت تعاني من شح المياه في ذلك الوقت إذ يعود تاريخ هذا الحمام إلى أكثر من مائة وخمسين عاماً. لقد تميز هذا الحمام أيضاً بعقوده المدببة الرؤوس التي كانت تحمي الناس من حرّ الصيف ومن برد الشتاء، كما تميز أيضاً بشكله الهندسي الرائع الذي كان يعكس الفن العريق للعمارة الشرقية في تلك الحقبة غير البعيدة من الزمن، ولقد نسج الأجداد القصص حول الحمام وذكرياته واحتفظوا بتلك الصور الجميلة في ذاكرتهم.
لقد أعطى تخطيط هذه العمارة وأصالتها وإبرازها زخماً خاصاً لما بذل فيه من مجهود جبار لرجل عظيم واحد قام بعمل كبير، ضخم وجاد.
بناء هذا الحمام في هذا الموقع البعيد عن مباني مدينة الناصرة القديمة، جعل أهل الناصرة يبنون حوله وبقربه المباني الكبيرة والجمياة والعالية، فهذه المنطقة من الناصرة، كانت منطقة غير مأهولة، وعرة، ومزروعة بأشجار الزيتون وتعيش فيها بعض الحيوانات البرية مثل الواويات وغيرها.
بقرب الحمام، وعلى بعد أمتار معدودة منه، بنى طنوس قعوار «الخان» الذي لا يزال قائماً حتى يومنا هذا، وهو اليوم «مطعم فونتانا دي ماريا».
كان ينام في هذا الخان زوار الناصرة وزوار الحمام الذين يحضرون من خارج الناصرة ومن خارج البلاد أيضاً.
لقد كان القرن الماضي بداية ونهاية لتألق هذا الحمام الذي كان يحن إلى استئناسه لماضيه كأنفاس شبابة بيد راع يسوق قطيعه على سطح رابية من روابي الناصرة الخضراء. ولقد كتب لهذا المكان أن يعبر عن حقيقة ذاته لكي تبقى معالمه مطبوعة في كل الأذهان، مذكرة أبناء البلدة بحقبة فريدة عبّرت عن تاريخها تاركة بصماتها عليه لقيمته المعنوية المتميزة ولجماليته المعكوسة على كل ما حوله مبرزة معالمة الحضارية والتاريخية المنقوشة في ذاكرة التاريخ الناصري القديم، لعدم قيام أي بناء آخر في المنطقة يشبهه أو يضاهيه بعظمة بنائه الذي تم خلال اربع سنوات فقط بفضل المجهود الكبير الذي بذله طنوس قعوار لأتمام هذا العمل الكبير، وذلك لأحضاره أربعين عاملا فنياً ومختصاً بهذا النوع من البناء الخاص من بلاد الشام إلى الناصرة وأسكنهم عنده متكفلاً بمأكلهم وبمشربهم وبمسكنهم وبصحتهم حتى اتموا العمل على اكمل وجه وعادوا إلى بلادهم. وبقي الحمام طوال نصف قرن ساهراً مع الذكرى وشاهداً على حقبة حية من تاريخ الناصرة. انه لون وشكل وفن وشاهد ومقدرة للإنسان ولعمله الكبير، فالبناء يدل على نبوغ في الإنشاء، خاصة في اعمدته وفي سقفه وحيثما سرت في داخله تطالعك الإبداعات لذلك العمل العملاق الذي لم يبق منه سوى عقوده التي تحكي تاريخ هذا المكان المبني بالحجر الكلسي والذي يبلغ عرض حائطه ما يقارب الثلاثة امتار في بعض الأماكن.
اما الآن فلقد اختلفت وظيفة الحمام، فمعظم قبابه المرصعة بالزجاج الأخضر هدمت وبني مكانها منازل لأصحاب الملك من عائلة قعوار نظرًا لندرة الأرض في مدينة الناصرة، اما السيح فلا يزال قائمًا تحت هذه الأبنية بعقوده الجميلة البناء من الداخل، واما الحمام فلقد تحولت ابنيته إلى منجرة ومقهى ومكان لبيع الاثاث، وسينما اسمها «سينما ركس الجليل» وبعد ذلك تحولت هذه السينما إلى مدرسة صناعية تابعة لبلدية الناصرة، اسمها «مفتان» ولا يزال هذا البناء مستأجراً من قبل البلدية. أما الجزء الخلفي منه وهو الإسطبل فلقد تحول إلى مخازن للمدرسة البلدية والجزء الامامي منه تحول اليوم إلى مطعم صغير، وهناك العديد من المتاجر في واجهته مثل اثاث الأطفال والعطور والخضروات.
لقد استمر عمل الحمّام الجاد ما ينيف على نصف القرن وذلك حتى انسحاب الأتراك من الناصرة خاصة، ومن فلسطين وكل المنطقة عامة في عام 1917.
وعندما تم هذا الانسحاب للاتراك، خلت الناصرة من المسؤولين وحصل (حلّة حكم) فهجم الاهالي على جميع الممتلكات الحكومية وكذلك على الحمام التركي الذي هو ملك خاص، فخربوا ونهبوا وسلبوا جميع محتوياته ولم يبق منها الا القليل. وفي اليوم الثاني عاد الاتراك إلى الناصرة وقاموا بقتل كل من سلب ونهب وخرب في المدينة، وفي اليوم الثالت دخلت جيوش الانتداب البريطاني إلى فلسطين فخرجت شراذم الاتراك المتبقية في الناصرة وكان هذا اليوم هو نهاية العمل في الحمام ذلك الصرح الكبير الذي عمل بشكل جاد لاجل راحة ورفاهية أهل الناصرة والمنطقة.